# 中国共产党第十三届中央委员会
中国共产党第十三届中央委员会由中国共产党第十三次全国代表大会选举产生，任期为1987年至1992年。

## 历次全会

### 一中全会
中国共产党第十三届中央委员会第一次全体会议于1987年11月2日在北京舉行，全会选举产生了中央政治局委员、候补委员，中央政治局常务委员会委员，中央委员会总书记；根据中央政治局常务委员会的提名，通过了中央书记处书记和候补书记；决定了中央军事委员会主席、第一副主席、常务副主席。名單如下：
1. 中央政治局委员、候补委员
  - 中央政治局委员（按姓氏笔划为序）：万里、田纪云、乔石、江泽民、李鹏、李铁映、李瑞环、李锡铭、杨汝岱、杨尚昆、吴学谦、宋平、赵紫阳、胡启立、胡耀邦、姚依林、秦基伟
  - 中央政治局候补委员：丁关根
2. 中央政治局常务委员会委员：赵紫阳、李鹏、乔石、胡启立、姚依林
3. 中央委员会总书记：赵紫阳
4. 中央书记处书记、候补书记
  - 书记：胡启立、乔石、芮杏文、阎明复
  - 候补书记：温家宝
5. 中央军事委员会主席、第一副主席、常务副主席
  - 主席：邓小平
  - 第一副主席：赵紫阳
  - 常务副主席：杨尚昆

全会批准了中央顾问委员会第一次全体会议选举产生的主任、副主任和常务委员会委员人选。名单如下：
- 主任：陈云
- 副主任：薄一波、宋任穷
- 常务委员会委员：（按姓氏笔划为序）王平、王首道、伍修权、刘澜涛、江华、李一氓、李德生、杨得志、萧克、余秋里、宋任穷、宋时轮、张劲夫、张爱萍、陆定一、陈云、陈丕显、陈锡联、胡乔木、段君毅、耿飚、姬鹏飞、黄华、黄镇、康世恩、程子华、薄一波

全会批准了中央纪律检查委员会第一次全体会议选举产生的书记、副书记和常务委员会委员人选。名单如下：
- 书记：乔石
- 副书记：陈作霖、李正亭、肖洪达
- 常务委员会委员：（按姓氏笔划为序）王德瑛、乔石、刘丽英、李正亭、肖洪达、陈作霖、郭林祥、傅杰

### 二中全会
中国共产党第十三届中央委员会第二次全体会议于1988年3月15日至19日在北京舉行，全会审议通过了中共中央总书记赵紫阳代表中央政治局在中国共产党第十三届中央委员会第二次全体会议作的工作报告。
全会审议通过了中央政治局提出，并经党内外广泛协商，拟向七届全国人大推荐的国家机构领导人员人选名单和拟向七届全国政协推荐的全国政协领导人员人选名单。

### 三中全会
中国共产党第十三届中央委员会第三次全体会议于1988年9月26日至30日在北京舉行，全会原则通过了《关于价格、工资改革的初步方案》，建议国务院在今后五年或较长一些时间内，根据严格控制物价上涨的要求，并考虑各方面的实际可能，逐步地稳妥地组织实施。全会还原则通过了《中共中央关于加强和改进企业思想政治工作的通知》。 

### 四中全会
中国共产党第十三届中央委员会第四次全体会议于1989年6月23日至24日在北京舉行，这是六四事件后中共所召開的中全會，全会审议并通过了李鹏代表中央政治局提出的关于赵紫阳在反党反社会主义的动乱中所犯错误的报告，全会选举江泽民为中央委员会总书记；增选江泽民、宋平、李瑞环为中央政治局常委；决定增补李瑞环、丁关根为中央书记处书记；决定撤销赵紫阳的中央委员会总书记、中央政治局常务委员会委员、中央政治局委员、中央委员会委员和中共中央军事委员会第一副主席的职务。另外，胡启立、芮杏文、阎明复也在這次全會上被免職。全會遞補候補中央委員格桑多杰（藏族）為中央委員。

### 五中全会
中国共产党第十三届中央委员会第五次全体会议于1989年11月6日至9日在北京舉行，全会审议并通过了《中共中央关于进一步治理整顿和深化改革的决定》。全会讨论并通过了关于同意邓小平辞去中共中央军事委员会主席职务的决定，决定江泽民为中共中央军事委员会主席，杨尚昆为中共中央军事委员会第一副主席，刘华清为中共中央军事委员会副主席，杨白冰为中共中央军事委员会秘书长；决定增补杨白冰为中共中央书记处书记。全會遞補候補中央委員贾志杰為中央委員。

### 六中全会
中国共产党第十三届中央委员会第六次全体会议于1990年3月9日至12日在北京舉行，全会审议通过了《中共中央关于加强党同人民群众联系的决定》。

### 七中全会
中国共产党第十三届中央委员会第七次全体会议于1990年12月25日至30日在北京舉行，全会审议并通过了《中共中央关于制定国民经济和社会发展十年规划和“八五”计划的建议》。江泽民作了重要讲话，李鹏就《建议》草案作了说明。

### 八中全会
中国共产党第十三届中央委员会第八次全体会议于1991年11月25日至29日在北京舉行，全会审议并通过了《中共中央关于进一步加强农业和农村工作的决定》。全会审议并通过了《关于召开中国共产党第十四次全国代表大会的决议》，确定中共十四大于1992年第四季度在北京举行。全會遞補候補中央委員马玉海（回族）為中央委員。

### 九中全会
中国共产党第十三届中央委员会第九次全体会议于1992年10月5日至9日在北京舉行，全会决定，1992年10月12日在北京召开中国共产党第十四次全国代表大会。全会讨论并通过了中央委员会向党的第十四次全国代表大会的报告，讨论并通过了《中国共产党章程（修正案）》，一致决定将这两个文件提请党的第十四次全国代表大会审议。全会同意中央政治局关于对赵紫阳在1989年政治动乱中所犯错误继续审查情况的汇报，同意维持十三届四中全会对赵紫阳所犯错误的结论并结束审查。全會遞補候補中央委員丹增（藏族）、王越丰（黎族）、克尤木·巴吾东（維吾爾族）、李振潜為中央委員。